# 兰茨梅尔
兰茨梅尔（Landsmeer）是荷蘭的一個市镇，在行政區劃上屬於北荷蘭省。兰茨梅尔位於荷蘭西北部，下管轄有三個村莊。

## 外部連結
- 维基共享资源上的相關多媒體資源：兰茨梅尔
- Official website （页面存档备份，存于）